# محمد بومرداسي
محمد بومرداسي (من مواليد 18 مارس 1936، والمُتوفى في 7 ديسمبر 2010) يعتبر فنانًا ورائدًا للموسيقى البدوية وفن الملحون والموسيقى الجزائرية.

## حياته
وُلد بومرداسي في 18 مارس 1936 باسم محمد بن مصطفى البومرداسي في قرية ولاد بومرداس ضمن ولاية بومرداس.
تلقى تعليمه الأساسي في زاوية أولاد بومرداس في قريته ولاد بومرداس، حيث تعلم القرآن.
كان من أشد المعجبين بالشيخ بن أحمد البومرداسي، ثم اشتهر بقصائده في المديح النبوي وشعره في مدح النبي محمد صلى الله عليه وسلم.
كما كان من أتباع الشيخ الملياني الذي عينه رائدًا للأغنية البدوية (المشيخة) بعد أن اكتشف صوته الذي أُعجب به كثيرًا.
اشتهر بومرداسي بشكل ملحوظ بأغنيته حمام ألوان وقد أشاد به وزير الثقافة الجزائري في عام 2004 للمهرجان الوطني للأغنية البدوية والشعر الشعبي.
تُوفي مساء الثلاثاء 7 ديسمبر 2010 عن عمر ناهز 74 عامًا في منزله الواقع في شارع يحيى بوشكي في الثنية، ودُفن في اليوم التالي في مقبرة بورويش شمال المدينة نفسها.
شيّع الشيخ البومرداسي إلى مثواه الأخير جمهور كبير مكون من أصدقائه، وعائلته وممثلو وزارة الثقافة وسلطات ولاية بومرداسي.

## الأغاني
- حمام ألوان[8]

## روابط خارجية
- 1- Bedouin song of Cheikh Mohamed el Boumerdassi على يوتيوب
- 2- Bedouin song of Cheikh Mohamed el Boumerdassi على يوتيوب
- 3- Bedouin song of Cheikh Mohamed el Boumerdassi على يوتيوب
- 4- Bedouin song of Cheikh Mohamed el Boumerdassi على يوتيوب
- 5- Bedouin song of Cheikh Mohamed el Boumerdassi على يوتيوب